# Цеклинштак (брдо)
Цеклинштак се налази изнад насеља Цеклин на надморској висини од 844 метра у Црногорском граду Цетиње. У близини брда Добрштак и Вртијељка. У околини овог брда је развијено насеље Горњи Цеклин и Доњи Цеклин.

## Етимологија
Топоним Цеклинштак се затиче у разним словенским земљама, па се може закључити да је словенског порекла. Назив овог брда је изведен по насељу Цеклин где је касније настало истоимено племе Цеклин (Племе). У 13 веку н.е. се први пут бележи постојање града Цеклина у данашњој Пољској. Уколико Цеклинштак етимолошки није словенског порекла, тада је вероватан корен речи по Венецијанском новцу Цекина који је кован од 13. века а од 16. века коришћен у Боки которској и Црној Гори упоредо са грошом, талиром и фиорином.

## Географија
Терен око Цеклинштака је углавном брдовит, али на југозападу је планински. Околина Цеклинштака је плодна и пуна вегетације. Клима је влажна и суптропска.